# Elin Johansson
Elin Johansson, née le 5 août 1990 à Skellefteå, est une taekwondoïste suédoise évoluant dans la catégorie des moins de 67 kg. Elle a représenté la Suède lors de deux éditions des Jeux olympiques d'été, en 2012 et en 2016.

## Biographie
Originaire de Skellefteå, Elin Johansson commence le taekwondo dans son enfance. Elle intègre l’équipe nationale suédoise au début des années 2000 et s’impose progressivement dans les compétitions européennes. Elle se qualifie pour les JO de Londres 2012 et les JO de Rio 2016, où elle atteint les phases finales sans toutefois décrocher de médaille. Elle reste néanmoins l’une des figures du taekwondo féminin en Suède durant les années 2010.

## Palmarès

### Championnats d'Europe
- Médaille de bronze des -67 kg du Championnat d'Europe 2012 à Manchester (Royaume-Uni).
- Médaille de bronze des -59 kg du Championnat d'Europe 2008 à Rome (Italie).

### Championnats d'Europe pour catégories olympiques
- Médaille d'argent en 2015 à Naltchik (Russie), en catégorie des moins de 67 kg.

### Jeux olympiques
- Participation aux Jeux de Londres 2012 (catégorie -67 kg).
- Participation aux Jeux de Rio 2016 (catégorie -67 kg).